# پدرسا دل پرینسیپه
پدرسا دل پرینسیپه (به اسپانیایی: Pedrosa del Príncipe) یک شهرستان در اسپانیا است.